# جون ماكفيل (لاعب كرة قدم)
جون ماكفيل (بالإنجليزية: John MacPhail) هو لاعب كرة قدم ومدرب كرة قدم بريطاني في مركز الدفاع، ولد في 7 ديسمبر 1955 في دندي في المملكة المتحدة. لعب مع شيفيلد يونايتد ونادي بريستول سيتي ونادي دندي ونادي سندرلاند ونادي هارتلبول يونايتد ونادي يورك سيتي.

## وصلات خارجية
- جون ماكفيل (لاعب كرة قدم) على موقع Soccerbase.com (لاعب) (الإنجليزية)
- جون ماكفيل (لاعب كرة قدم) على موقع عالم كرة القدم.نت (الإنجليزية)